# Lipina (Štáblovice)
Sídlo Lipina (německy Lippein) je místní částí obce Štáblovice, nacházející se v okrese Opava, v Moravskoslezském kraji. Žije zde 33 obyvatel.

## Historie
První písemná zmínka pochází z roku 1377. Po zpustnutí byla znovuosídlena roku 1783 německým obyvatelstvem a zbudována na jednotném půdorysu. Z téže doby pochází i unikátní soubor lidové architektury.

## Pamětihodnosti
- Soubor lidových usedlostí je od roku 1995 chráněn jako vesnická památková rezervace. Jedná se o štítově orientované zděné stavby východosudetského typu, částečně s dochovanými interiéry.

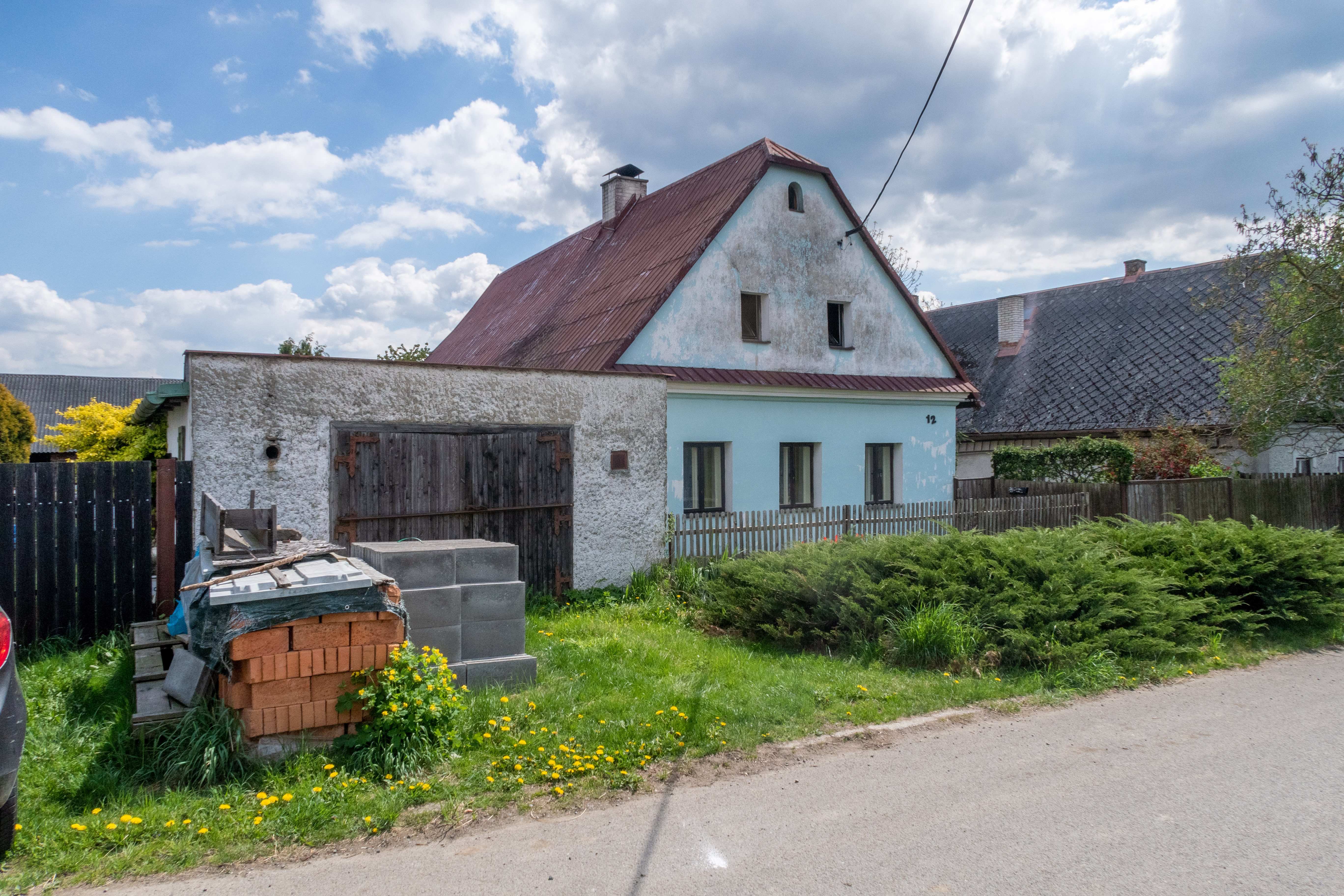
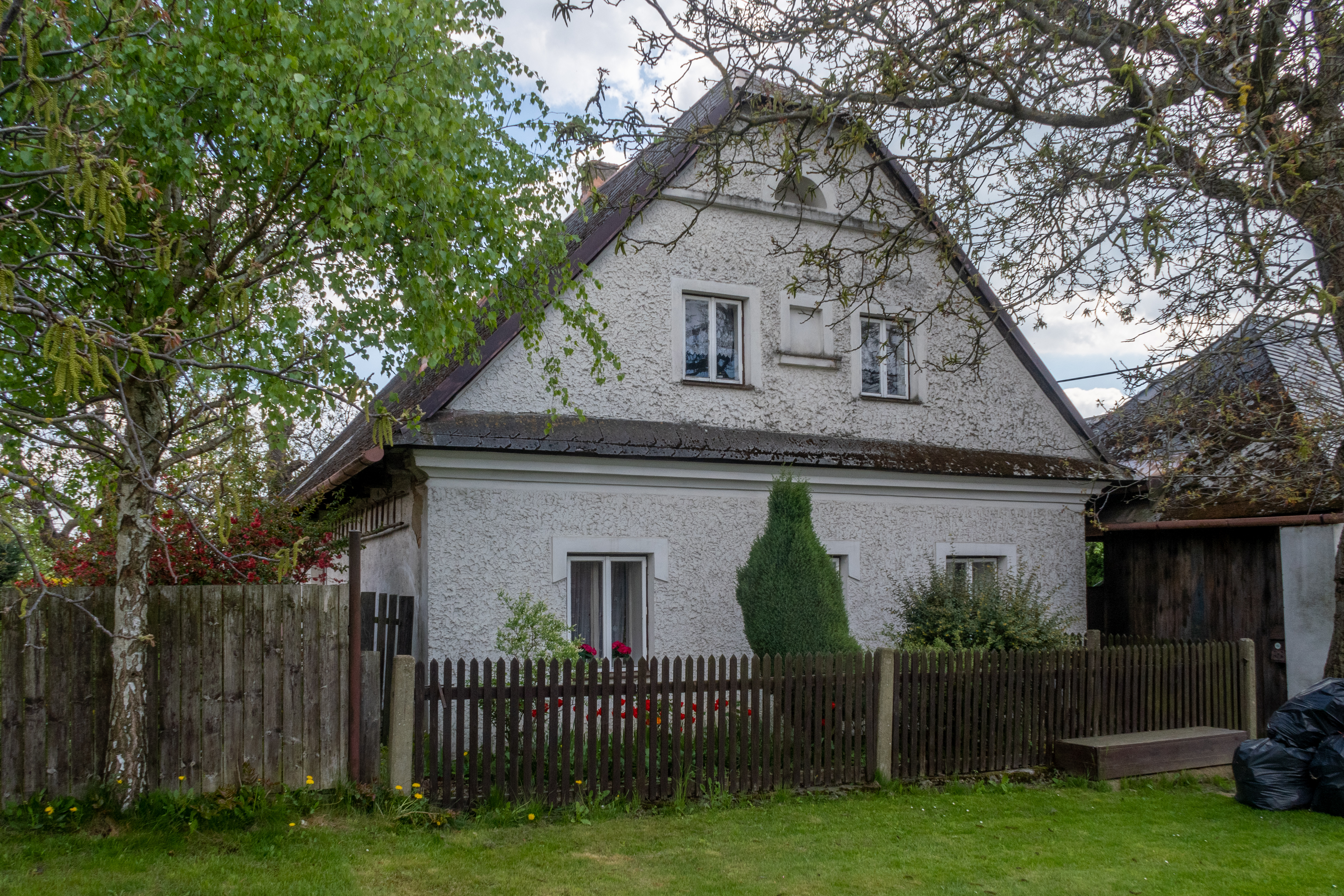
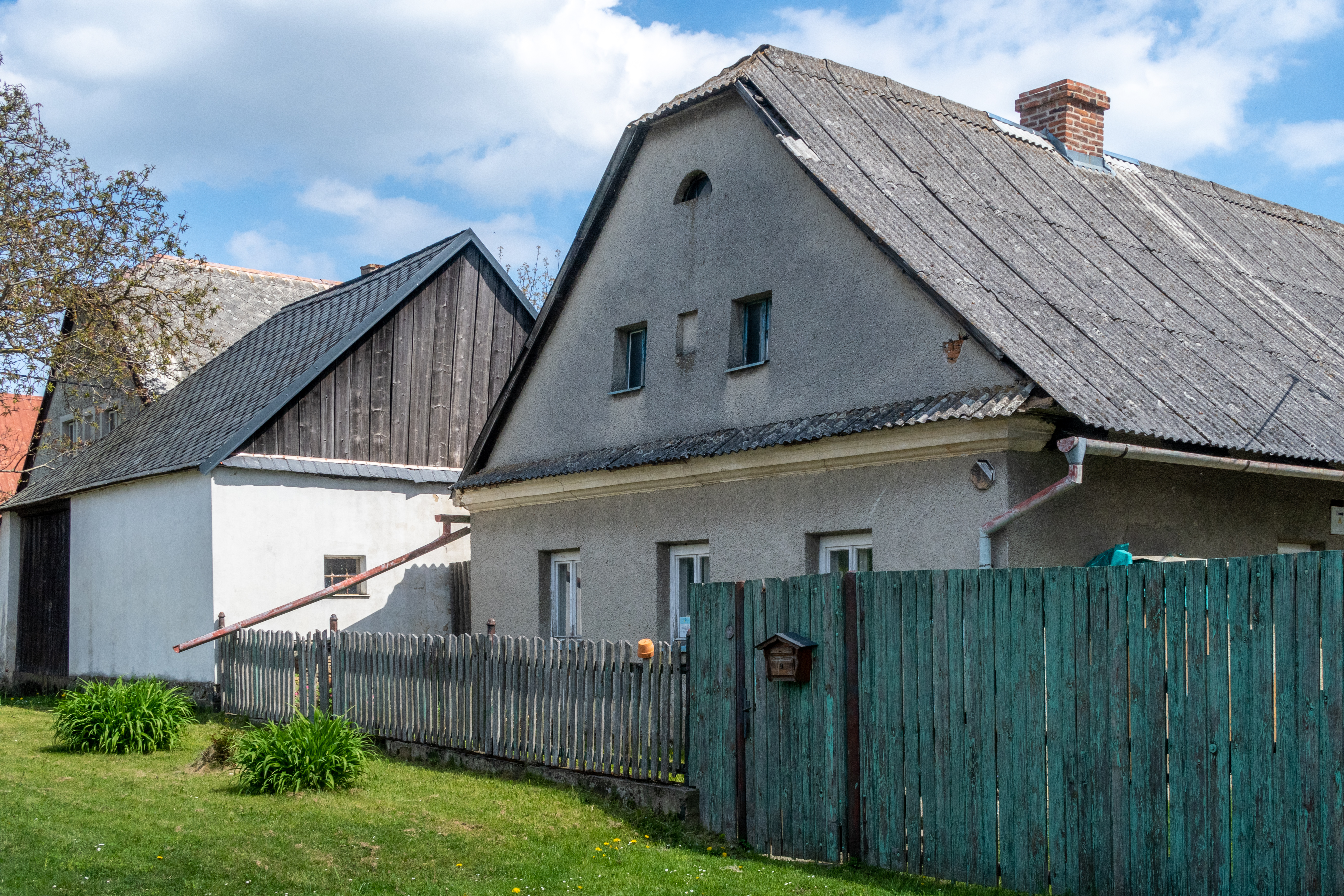
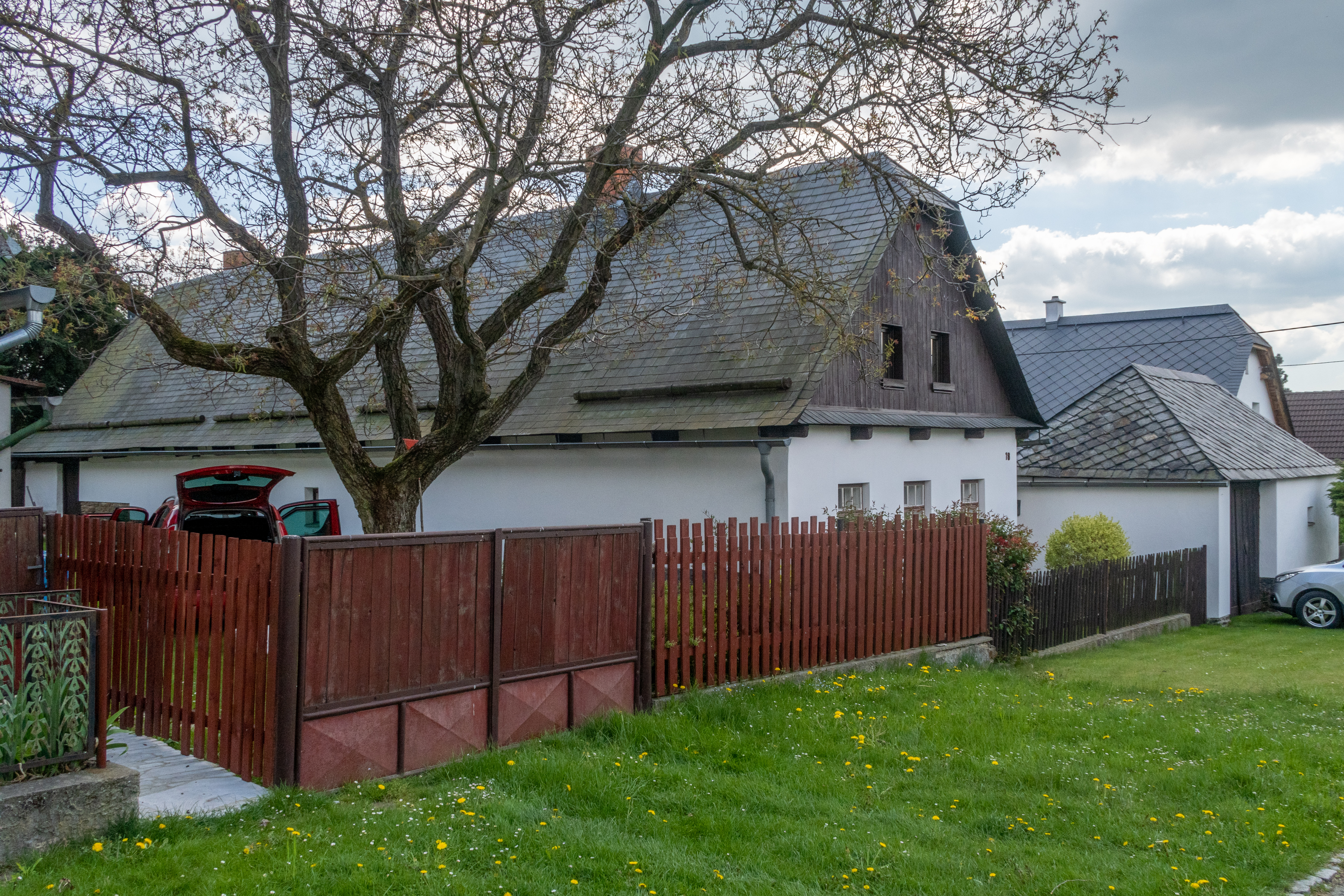
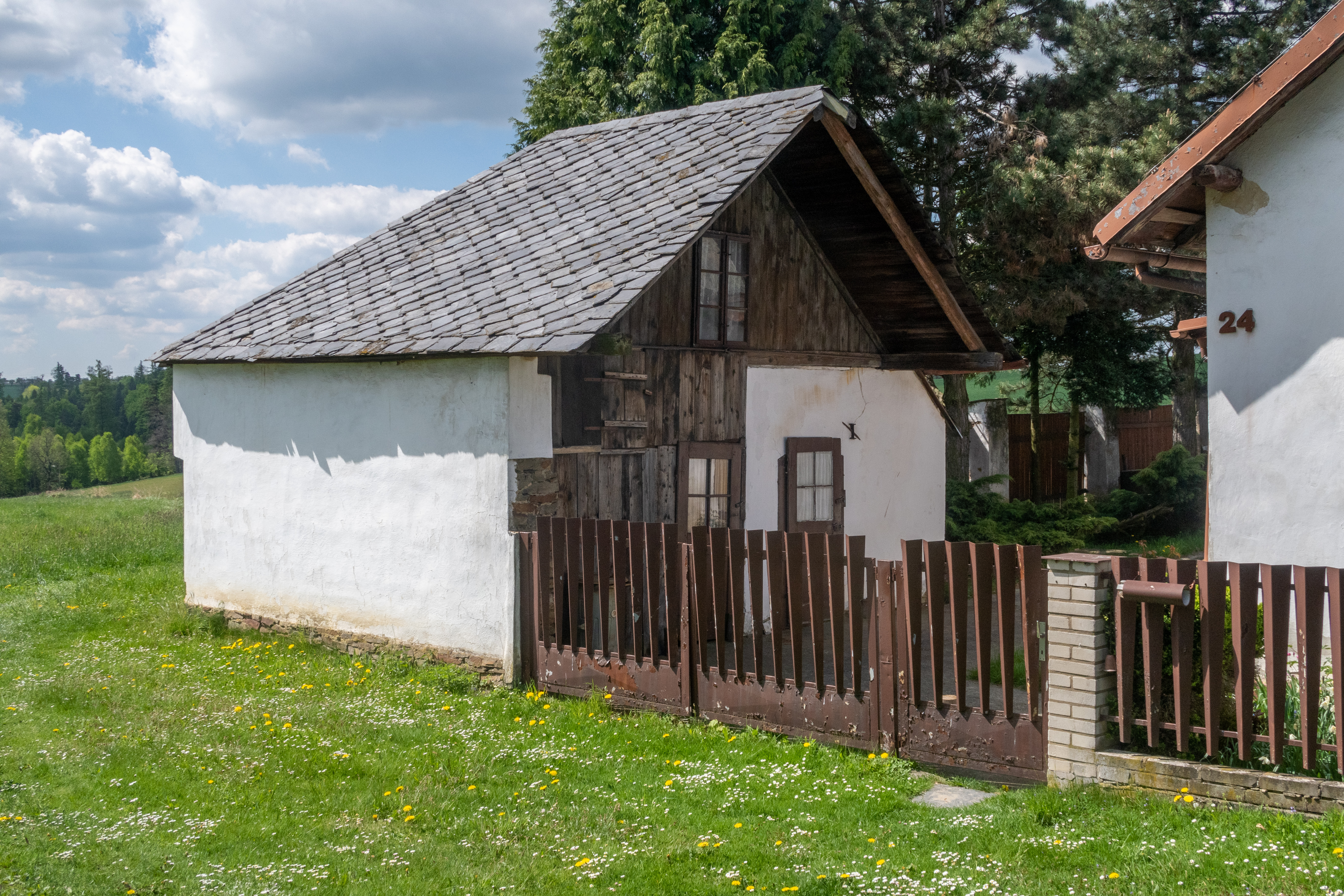
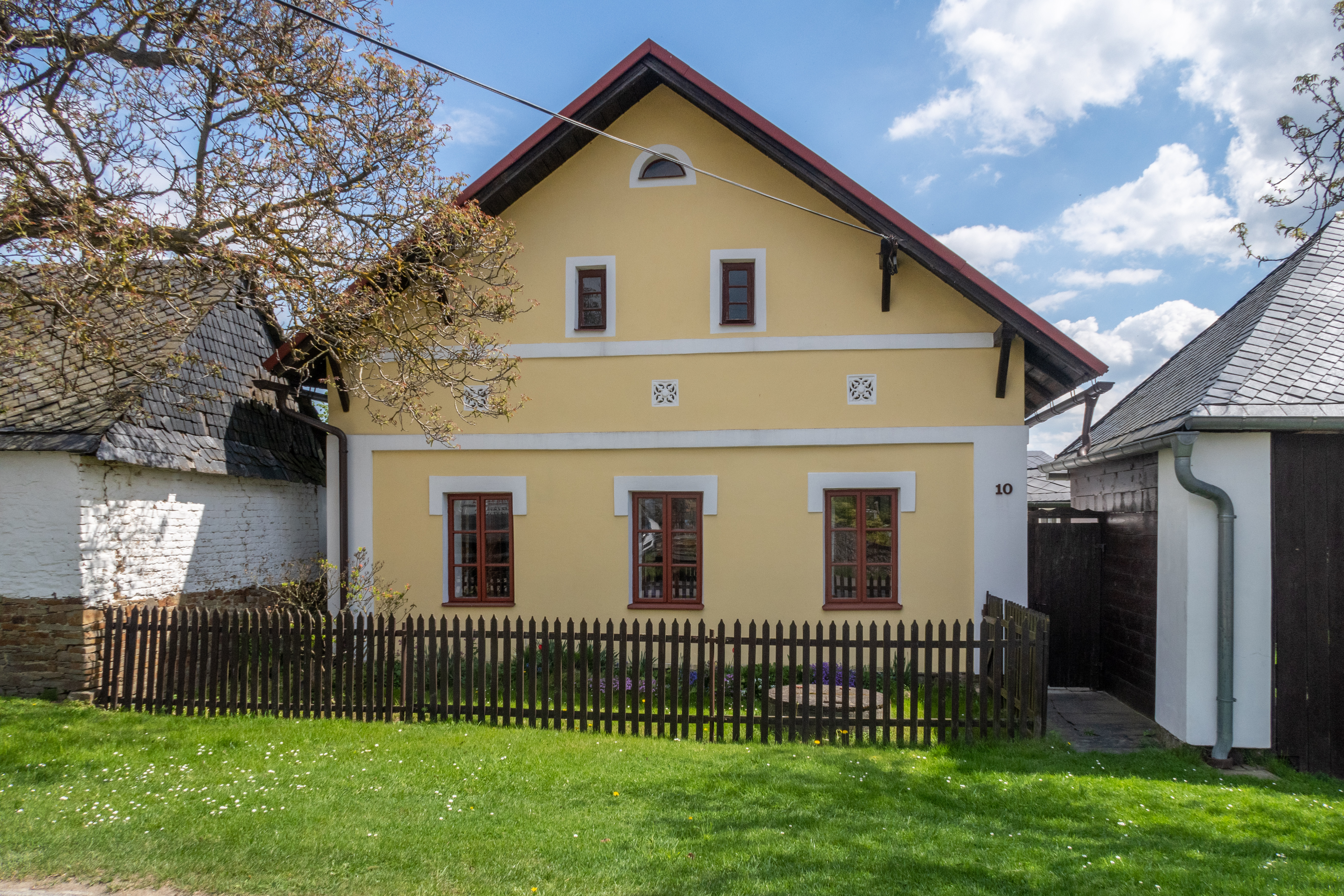
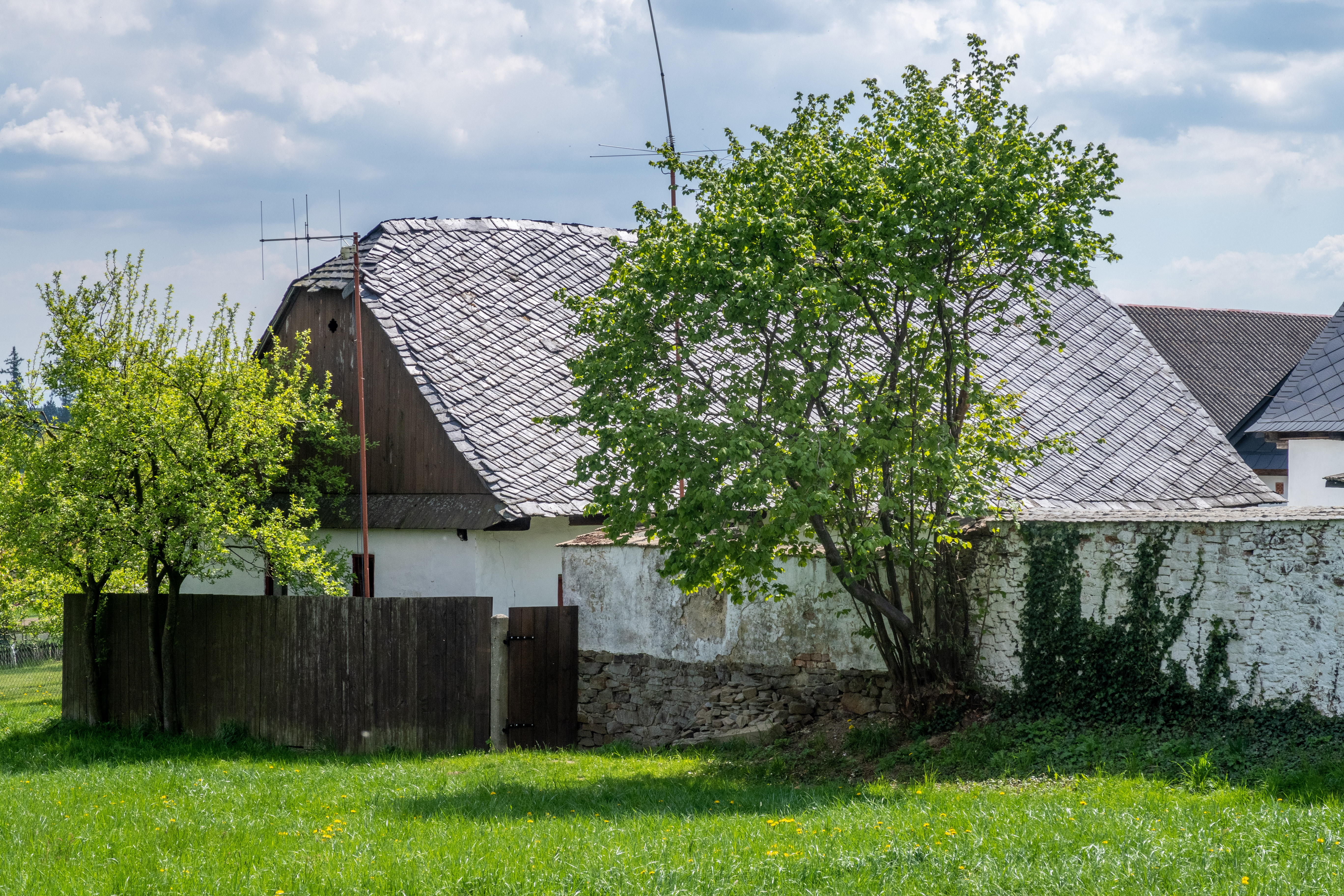
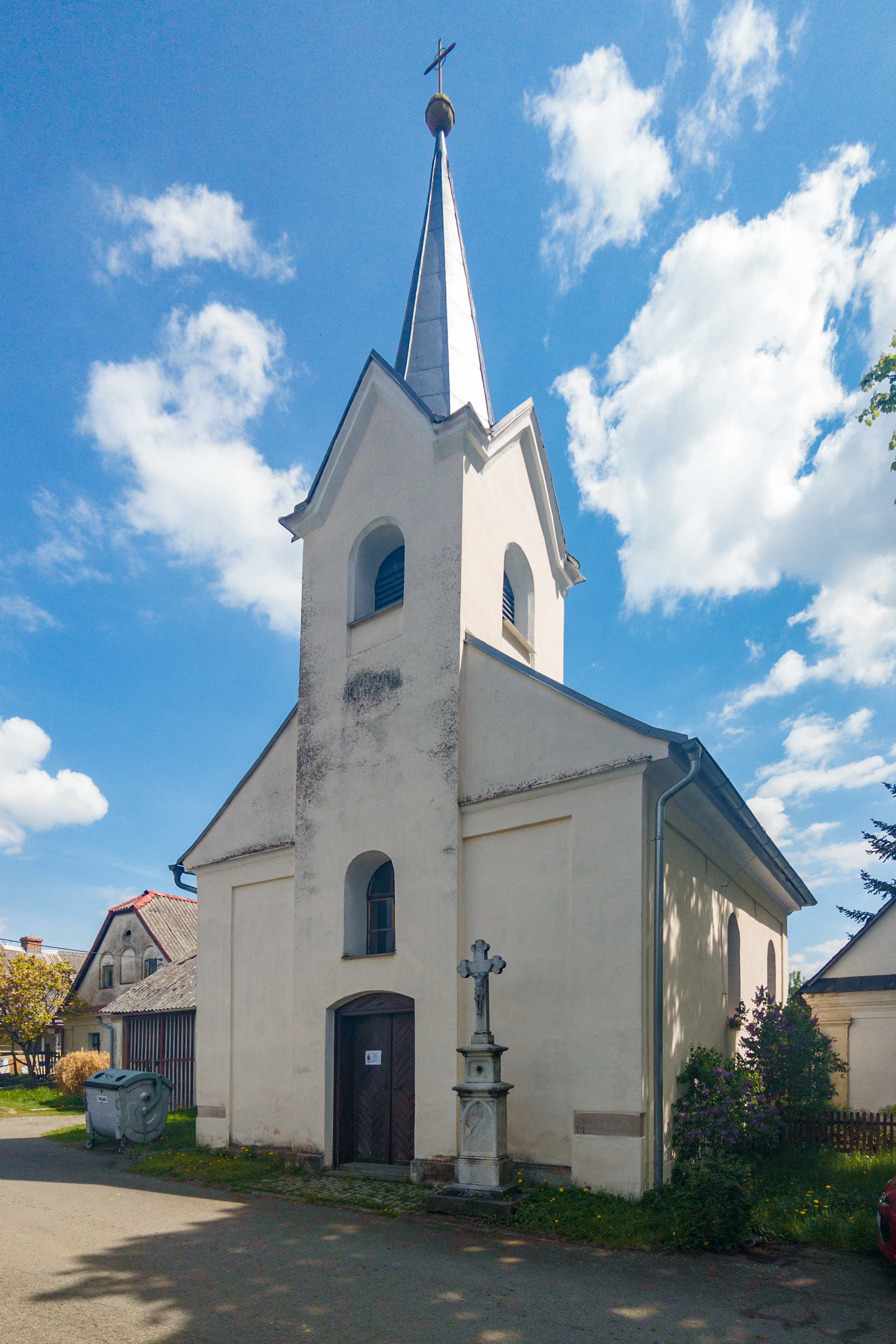

- Kaple byla postavena roku 1867.

## Galerie

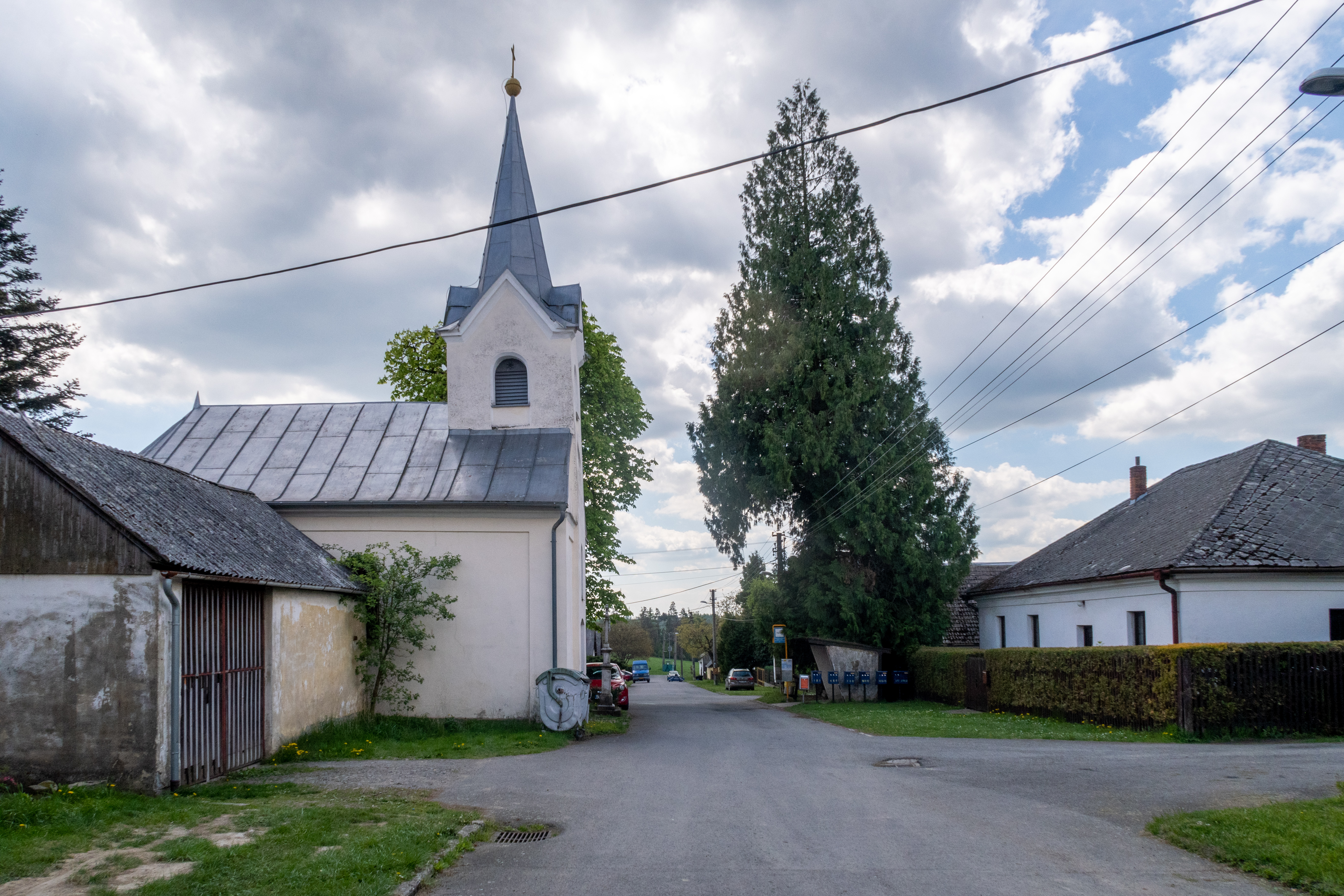
Kaple s domem
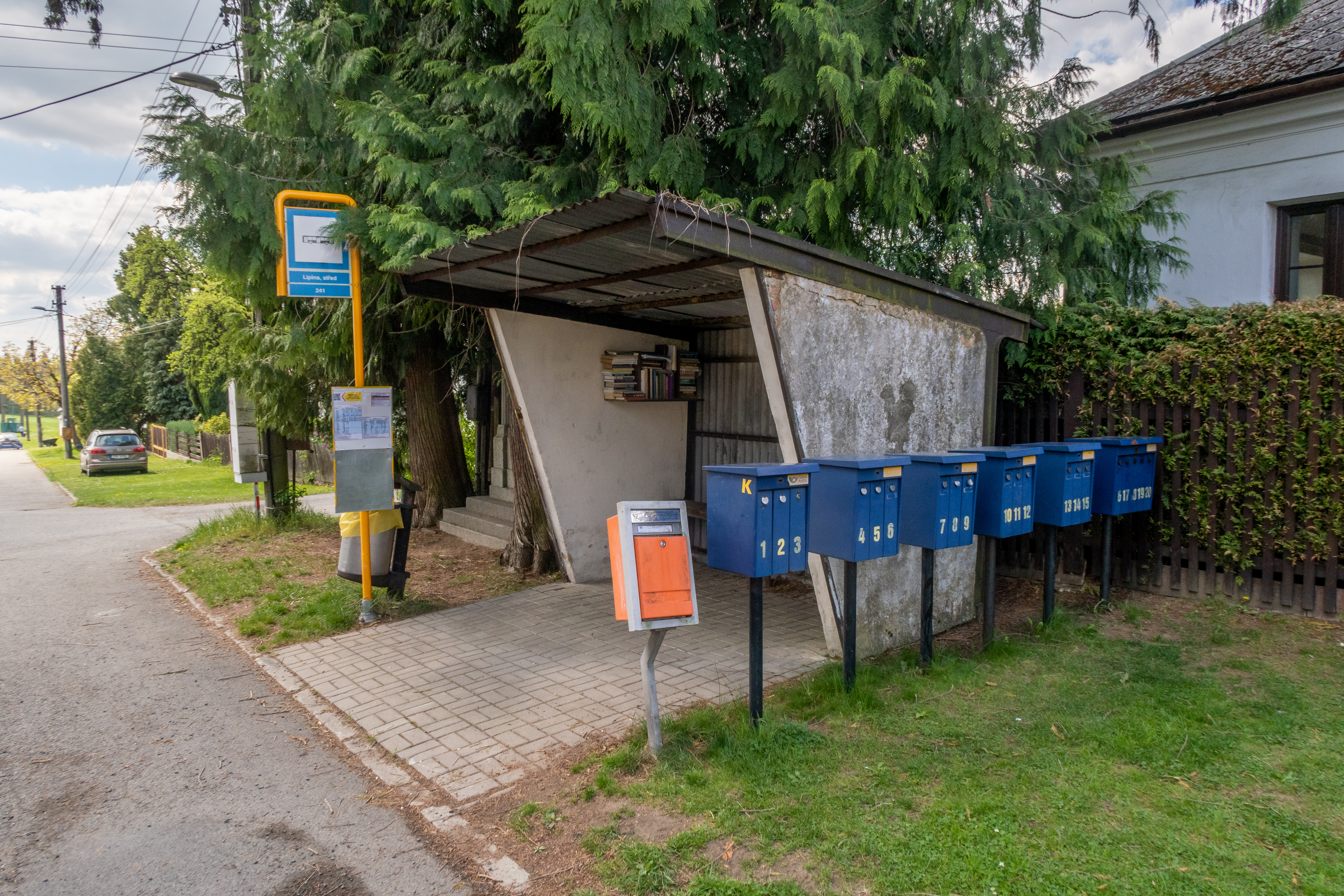
Autobusová zastávka
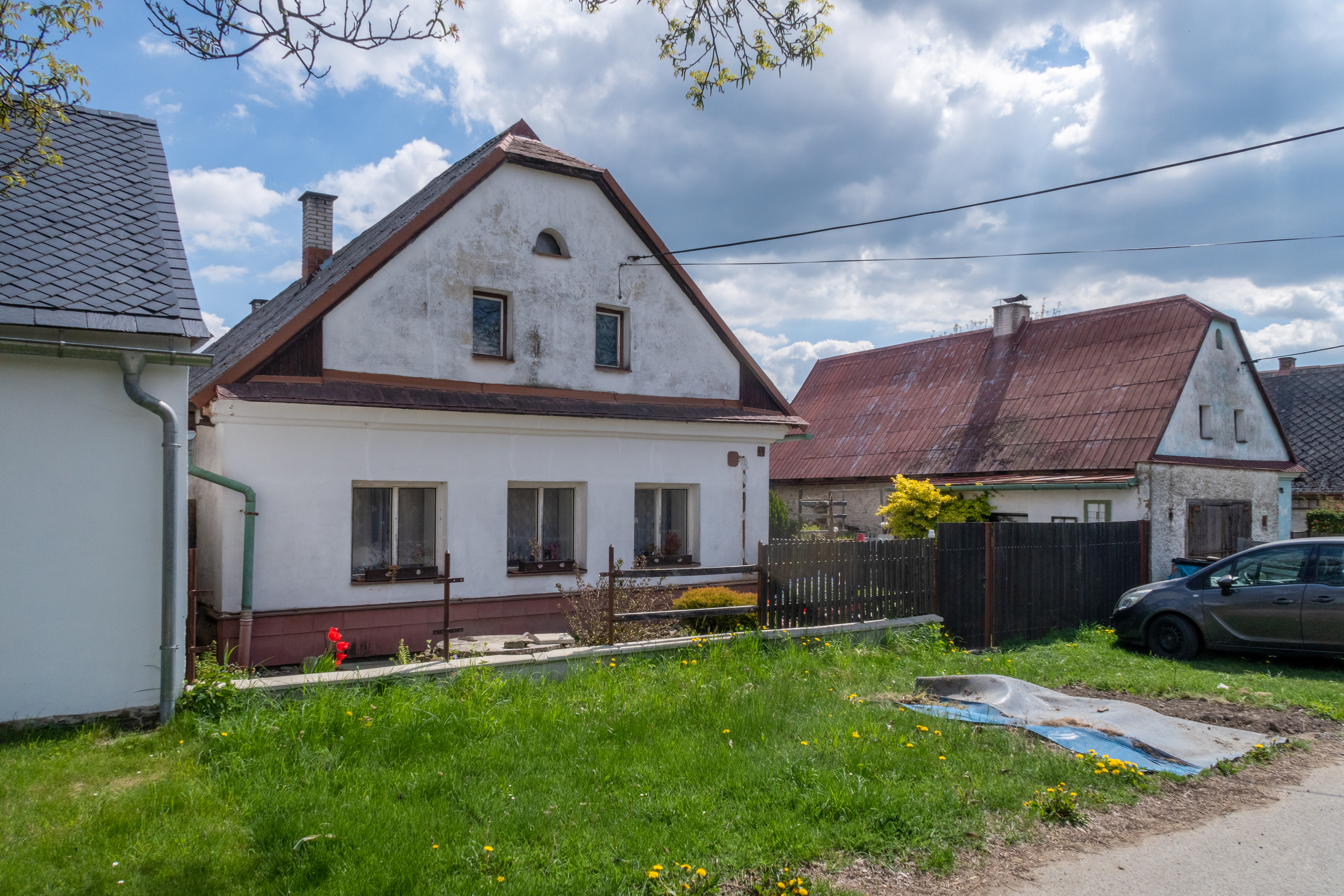
Usedlosti
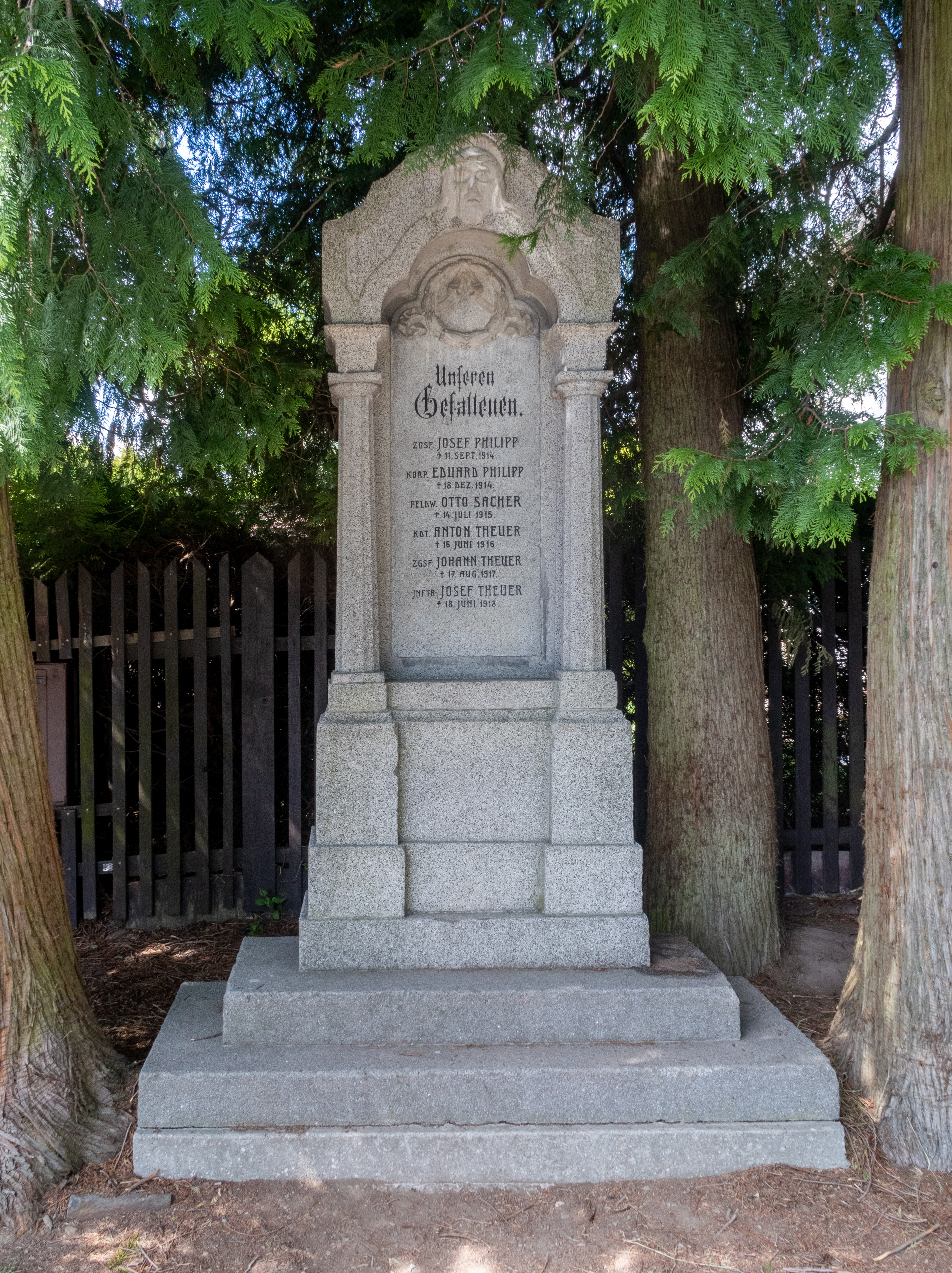
Pomník padlým v první světové válce
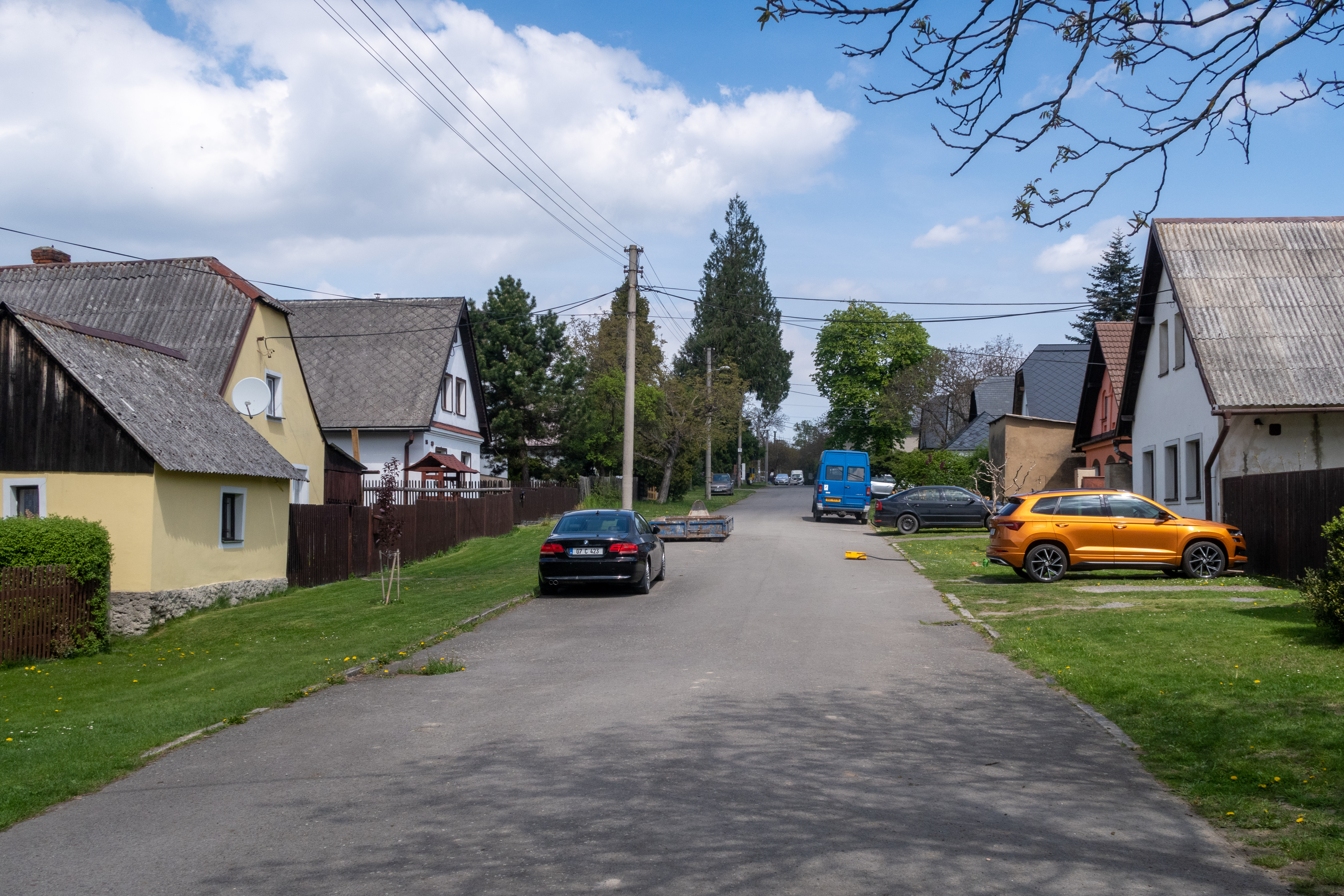
Cesta s domy
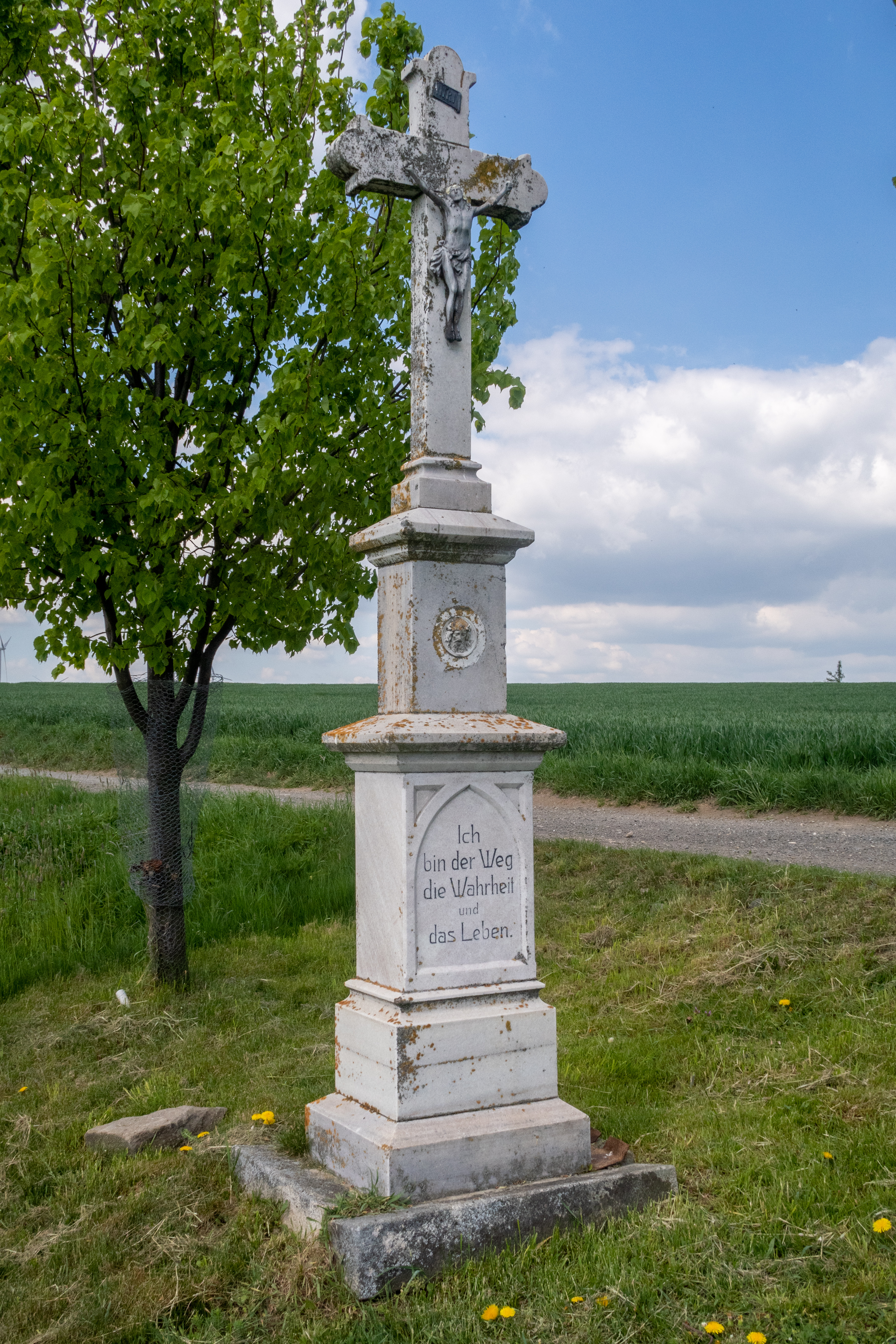
Křížek za vsí